# Ceresium scutellaris
Ceresium scutellaris là một loài bọ cánh cứng trong họ Cerambycidae.